# Lennart von Post

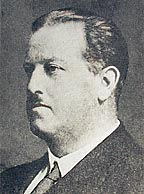
Lennart von Post

Lennart von Post (* 16. Juni 1884; † 11. Januar 1951) entstammte der deutsch-schwedischen Adelsfamilie von Post und war ein schwedischer Geologe, von 1929 bis 1950 Professor der Geologie an der Universität Stockholm. Mit seinen 1916 veröffentlichten Diagrammen zur Pollenanalyse gilt der Schüler von Rutger Sernander als Begründer der Palynologie.
1930 übernahm er den Vorsitz des Schwedischen Geologenverbandes (Geologiska Föreningen). Er untersuchte Pollen im Torf vermoorter Seen. Mit Hilfe des Mikroskops bestimmte er die Pflanzengattungen und zählte die Prozentanteile von Bäumen, Büschen und Gräsern aus, wodurch eine Relative Chronologie möglich wurde.

## Schriften
- mit Emelie von Walterstorff und Sune Lindqvist: Bronsåldersmanteln från Gerumsberget i Västergötland (= Kungliga Vitterhets Historie och Antikvitets Akademien. Monografiserien. 15, ISSN 0347-0873). Akademiens Förlag, Stockholm 1925.
- Einige Aufgaben der regionalen Moorforschung (= Sveriges Geologiska Undersökning. Serie C: Avhandlingar och uppsatser. 337 = Sveriges Geologiska Undersökning. Årsbok. Bd. 19, Nr. 4, 1925, ISSN 0082-0016). Norstedt, Stockholm 1926.
- The Prospect for Pollen Analysis in the Study of the Earth's Climatic History. In: New Phytologist. Bd. 45, Nr. 2, 1946, ISSN 0028-646X, S. 198–203, doi:10.1111/j.1469-8137.1946.tb05056.x.

| Personendaten    | Personendaten        |
| ---------------- | -------------------- |
| NAME             | Post, Lennart von    |
| KURZBESCHREIBUNG | schwedischer Geologe |
| GEBURTSDATUM     | 16. Juni 1884        |
| STERBEDATUM      | 11. Januar 1951      |